# Young Zee
Young Zee es un artista de rap underground nacido en Newark, Nueva Jersey, Estados Unidos. Durante mucho tiempo ha formado parte del grupo Outsidaz, y ha colaborado en varios álbumes desde que entrara en escena en 1995. Zee apareció en la banda sonora de la película de Eminem 8 Millas. Pertenece al sello de Kuniva y Kon Artis, Runyan Ave.
- Datos: Q27972767